# Menhir von Castellruf

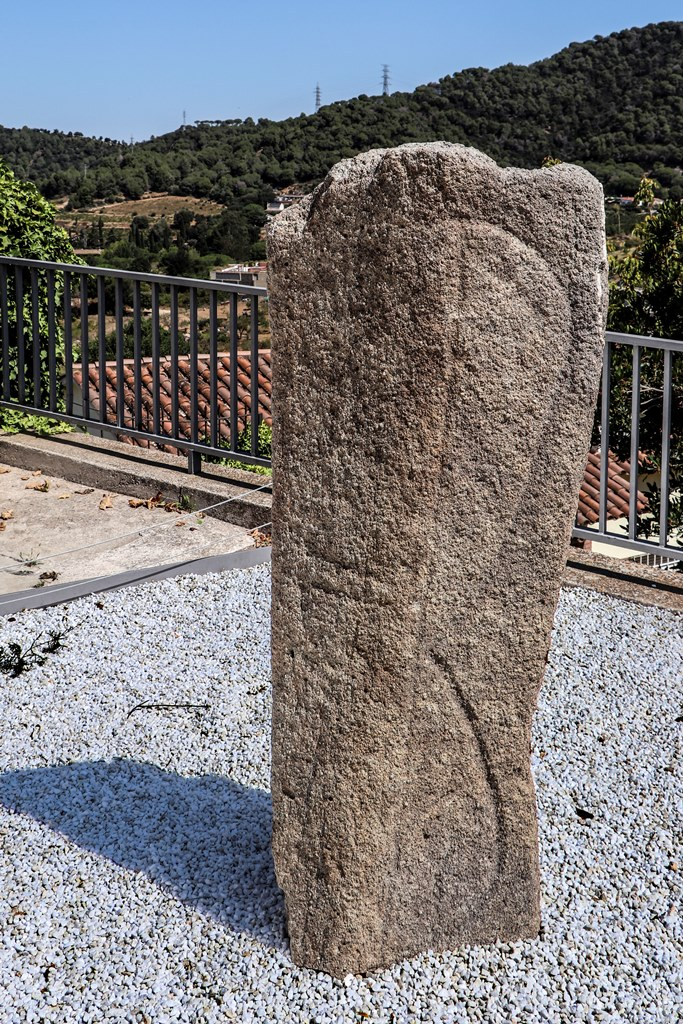
Menhir von Castellruf

Der Menhir von Castellruf (auch Menhir de Can Gurri genannt) steht im Parc de la Serralada Litoral, im Zentrum von Martorelles in der Comarca Vallès Oriental in Katalonien in Spanien. Er stammt aus dem Neolithikum (5500–2200 v. Chr.). 
Es ist ein mehr oder weniger quadratischer Granitblock mit Seitenlängen von 0,45 Metern und einer Höhe von 1,5 Metern. Er ist an allen vier Seiten bearbeitet und auf einer gibt es eine Inschrift, die einem Buchstaben B, einer 3 oder einer 8 ähnelt. Dies könnte auf die Stadt Bætulo (das römische Badalona) weisen. Aber die Inschrift, die eine 3 oder 8 ergibt, existiert auch auf anderen Megalithen. 
Der Stein befand sich 1960 noch in Pi d’en Casals im Wald von Mates, auf dem Kamm, der von Cerro d’en Galzeran nach Castellruf führt, in der Nähe des Dolmen von Castellruf und relativ nahe beim Dolmen von Can Gurri. In Ermangelung des Interesses der örtlichen Verwaltung wurde der Stein im Jahre 1965 auf private Initiative mittels Gabelstapler nach Santa Maria de Martorelles verbracht, wo er an einem öffentlichen Platz aufgestellt wurde. 2001 und 2004 wurden am alten Standort von Imma Bassols Ausgrabungen durchgeführt, Materialien wurden jedoch nicht gefunden.
Im Ort liegen auch die Dolmen Can Gurri und Castellruf.